# Muang Xay
Muang Xay (Lao ເມືອງໄຊ; auch: Oudomxay, Lao: ອຸດົມໄຊ) ist die Hauptstadt der Provinz Oudomxay im Nordwesten von Laos.

## Namensgebung
Der Legende nach waren die Einwohner des Dorfes Ban Cheng im Jahr 1323 im Wald, um Bambus zu schneiden. Als sie aus dem Bambus Fischereiutensilien herstellten, sahen sie einen Mönch aus dem Dickicht des Waldes auf sie zu kommen, der sich vor langer Zeit dorthin zurückgezogen hatte, um sich in Meditation zu üben. Er fragte die Einwohner des Dorfes, was sie taten, und diese antworteten, sie stellten Fischreusen her. Die Einwohner boten dem Mönch Speise an.
Aufgrund dieser Begegnung wurde der Name des Dorfes von der alten Bezeichnung „Takka Sila“ zu „Muang Xay“ („Stadt Xay“) verändert, da der Name des Mönchs Pakxay war.

## Geschichte
Im Jahr 1987 wurde Muang Xay Hauptstadt der Provinz Oudomxay an Stelle von Ban Nahin.
Lokalen Geschichtsbüchern zufolge siedelten um 1260 in Oudomxay Lao Ly, die aus der Region Sipsongpanna („Zwölftausend Reisfelder“) im südlichen China stammten. Diese gründeten ein Dorf namens Ban Luang Cheng („großes Dorf“), welches den Grundstein für das heutige Muang Xay legte. Ban Luang Cheng ist heute ein Stadtteil von Muang Xay, kurz „Ban Cheng“ genannt.

## Infrastruktur
Oudomxay ist mit Luang Prabang über die Nationalstraße 13 sowie mit der China-Laos-Eisenbahn verbunden. 
Die Stadt hat den Flughafen Oudomxay (IATA: ODY, ICAO: VLOS), der von Lao Airlines angeflogen wird. Dreimal wöchentlich gibt es Flüge von und nach Vientiane. Der Flughafen liegt fünf Autominuten vom Stadtzentrum entfernt.
Die Versorgung mit Elektrizität ist in der Stadt grundsätzlich gegeben.

## Demografie
In der Stadt leben hauptsächlich Lao Loum, doch der Einfluss der – in der gesamten Provinz zu etwa 60 % vertretenen Ethnie der Khmu – ist stark wahrnehmbar. Viele aus Dörfern zugezogene ethnische Khmu leben und arbeiten in Muang Xay, da in der Stadt bessere Verdienstmöglichkeiten bestehen als auf dem Land. Auch die Hmong (in der gesamten Provinz zu etwa 15 % vertreten) prägen das Stadtbild. So werden etwa typische Hmong-Produkte, zum Beispiel bunte Textilien, im Marktgebäude verkauft. Viele Frauen aus den umliegenden Dörfern kommen – häufig zu Fuß – nach Muang Xay, um die von ihnen erwirtschafteten Produkte auf den städtischen Märkten zu verkaufen, da sie dort einen höheren Preis erzielen können.
Viele Familien der umliegenden Dörfer der verschiedenen Ethnien schicken ihre Kinder in eine Schule in der Provinzhauptstadt. Den Weg, der oft viele Kilometer beträgt, legen die Schüler entweder jeden Morgen zu Fuß oder mit dem Fahrrad zurück oder sie besuchen die sogenannte „Ethnic School“, eine Internatsschule für Kinder aus abgelegeneren Dörfern.
In Muang Xai gibt es viele chinesische Immigranten, die das Stadtbild durch Restaurants und einen chinesischen Markt prägen.

## Geographie und Klima
Muang Xai liegt in einem Talkessel zwischen Hügeln. Zwei gegenüberliegende Hügel erheben sich innerhalb der Stadt, auf denen das "Oudomxay Museum" und ein Tempel mit einer Stupa errichtet sind.
In der Provinz Oudomxay herrscht Monsunklima. Bedingt durch höhere Lagen treten größere Jahrestemperaturschwankungen und eine kühlere Trockenperiode als im Rest des Landes auf. Besonders in den kalten Monaten (Oktober bis Januar) bestehen große Temperaturschwankungen zwischen Tag und Nacht, da sich aufgrund Oudomxays Lage zwischen Hügeln nachts eine Nebeldecke über die Stadt legt, die sich im Verlauf des Morgens auflöst. Die Nebeldecke hält das Sonnenlicht ab, weswegen es im Winter erst ab etwa der Mittagszeit warm wird.
Der Fluss Nam Kor fließt durch Muang Xay.

## Tourismus
In Oudomxay werden seit einigen Jahren Bemühungen unternommen, den aufkeimenden Tourismus zu fördern und als Möglichkeit zur Armutsminimierung der Bevölkerung zu nutzen. Seit 1997 existiert ein Tourismusbüro, welches seit März 2005 durch den Deutschen Entwicklungsdienst (DED) unterstützt wird – mit dem Ziel, das Einkommen insbesondere ländlicher Gemeinden und Kleinunternehmen durch den Tourismus zu stärken und somit zum Schutz der natürlichen Ressourcen beizutragen.
Im August 2007 wurde das Tourismusbüro zur Regierungsabteilung („Provincial Tourism Department“) erhoben.

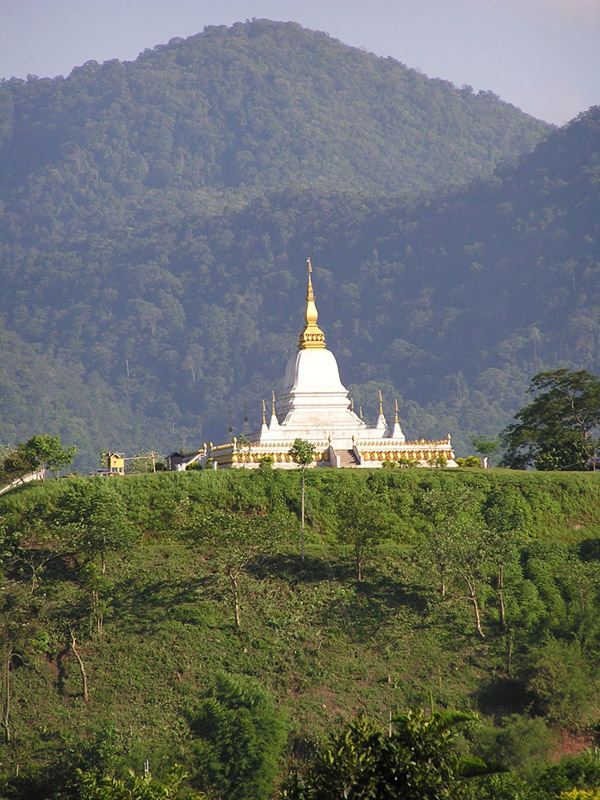
Die Stupa auf dem Berg Phou That, Wahrzeichen von Muang Xay

### Entwicklung
Aufgrund der Lage Muang Xais als wichtigstem Verkehrsknotenpunkt im nördlichen Laos (die einzige Straße von Süden nach Norden führt über Muang Xay) wurde die Provinz in den letzten Jahren von Touristen hauptsächlich auf der Durchreise besucht, beispielsweise von Luang Prabang nach Luang Namtha.
Die durchschnittliche Verweildauer der Touristen in der Provinzhauptstadt war gering. Muang Xai hatte das Image eines touristisch unerschlossenen Durchfahrt-Ortes, was sich im Jahr 2004 besonders auch in der Darstellung des Ortes in populären Reiseführern niederschlug.
Seit einigen Jahren verändert sich dieses Image. Die Provinz Oudomxay wird nunmehr eher als Provinz angesehen, in der man das „ursprüngliche“ Laos individuell erleben kann, besonders in ökotouristischer Hinsicht.
Seit einigen Jahren bietet das Tourismusbüro in Oudomxay geführte Trekkingtouren, einen Kochkurs sowie einen Workshop in traditioneller Papierherstellung an. In Oudomxay gibt es mittlerweile auch zwei Reiseagenturen, von denen eine begleitete Fahrradtouren durch Laos anbietet.
Laut dem „Statistical Report on Tourism in Laos 2008“ der „Lao National Tourism Administration“ hat sich die Anzahl der Touristen in Oudomxay 2001 bis 2008 von etwa 18.600 auf ungefähr 102.000 erhöht. Etwa 17 % aller etwa 1,7 Millionen Laosreisenden kamen im Jahr 2008 demnach auch nach Oudomxay. Dem Bericht zufolge verfügt Oudomxay über acht Hotels und etwa 52 Guesthouses. Die meisten von diesen befinden sich in der Provinzhauptstadt Muang Xay, gefolgt vom Flussverkehrs-Knotenpunkt Pak Beng.

### Potenzial

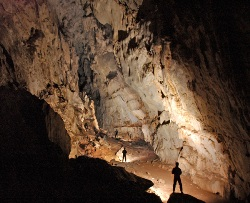
Passage der Chom Ong Höhle mit etwa 35 Meter Deckenhöhe

Insgesamt stehen in der Provinz Oudomxay 1286 Betten zur Verfügung (Stand: 2006). Im Jahr 2008 hat die Belegung dieser verfügbaren Schlafplätze bei etwa 60 % gelegen (Vergleich mit Luang Prabang: 73 %).
Das bislang unausgeschöpfte touristische Potenzial Oudomxays wird besonders am Beispiel der kürzlich wiederentdeckten Höhle „Chom Ong“ deutlich:
Die „Chom Ong Cave“, 45 Kilometer von Muang Xay entfernt, ist die größte bekannte Höhle in Nordlaos. Sie hat eine Länge von mehr als 16 Kilometern, Deckenhöhen von bis zu 50 Metern, einen in der Höhle verlaufenden Fluss und wird von verschiedenen Speläologie-Zeitschriften als „einzigartig“ („exeptionelle“) und als die „bedeutendste Entdeckung und Hauptattraktion“ in Nordlaos bezeichnet.
Die Straßenverhältnisse auf dem Weg zum Dorf Chom Ong Thai, von dem man die Höhle in einem etwa einstündigen Fußmarsch erreichen kann, sind allerdings insbesondere in der Regenzeit sehr schlecht. Aufgrund des schwierigen Zugangs zur Höhle muss deswegen je ein Tag für An- und Abfahrt eingeplant werden.
Bezüglich anderer Angebote wie Trekkingtouren in Dörfer ethnischer Minderheiten (zum Beispiel der Khamu) bestehen diese infrastrukturellen Einschränkungen nicht, weswegen diese etwas mehr in Anspruch genommen werden.

## Persönlichkeiten
- Xaysavath Souvanhansok (* 1999), Fußballspieler